# Zezé Procópio
José Procópio Mendes meglio conosciuto come Zezé Procópio (Varginha, 12 agosto 1913 – Valença, 8 febbraio 1980) è stato un calciatore brasiliano.

## Carriera
In carriera ha giocato in squadre brasiliane come Botafogo, Palmeiras e San Paolo, vincendo 5 Campionati Mineiro e 2 Campionati Paulista.
Con il Brasile ha partecipato al Campionato mondiale di calcio 1938.

## Palmarès
- Campionato Mineiro: 5

Villa Nova: 1933, 1934, 1935
Atlético Mineiro: 1936, 1938
- Campionato paulista: 2

Palmeiras: 1942, 1947